# 209054 Lombkató
209054 Lombkató è un asteroide della fascia principale. Scoperto nel 2003, presenta un'orbita caratterizzata da un semiasse maggiore pari a 2,2918514 UA e da un'eccentricità di 0,1052590, inclinata di 3,94142° rispetto all'eclittica.